# Ischasia ecclinusae
Ischasia ecclinusae är en skalbaggsart som beskrevs av Peñaherrera och Tavakilian 2004. Ischasia ecclinusae ingår i släktet Ischasia och familjen långhorningar. Inga underarter finns listade i Catalogue of Life.